# Ann Clwyd
Ann Clwyd Roberts (ur. 21 marca 1937 w Halkyn, hrabstwo Flintshire, zm. 21 lipca 2023) – brytyjska (walijska) polityk i dziennikarka, posłanka do Parlamentu Europejskiego I kadencji, w latach 1983–2019 członkini Izby Gmin.

## Życiorys
Absolwentka Bangor University, przez pewien czas pracowała jako nauczycielka. Podjęła pracę w BBC Cymru Wales, następnie była walijską korespondentką gazet „The Guardian” i „The Observer”.
Zaangażowała się w działalność polityczną w ramach Partii Pracy. W 1979 wybrana posłanką do Parlamentu Europejskiego. Przystąpiła do frakcji socjalistycznej, zasiadała w jej prezydium. Od 1983 zasiadała w Izby Gmin, uzyskiwała reelekcję w 1987, 1992, 1997, 2001, 2005, 2010, 2015 i 2017. W 2015 po raz pierwszy zapowiedziała zakończenie kariery parlamentarnej, ostatecznie nie wystartowała jednak w wyborach z 2019. W ramach gabinetów cieni labourzystów była ministrem rozwoju terytoriów zamorskich (1989–1992), sekretarzem stanu ds. Walii (1992) i ds. dziedzictwa narodowego (1992–1993). Od 2003 do 2010 pozostawała przedstawicielem premiera ds. praw człowieka w Iraku, a od 2005 do 2006 szefem parlamentarnej frakcji partyjnej. Zasiadała również w Unii Międzyparlamentarnej oraz Zgromadzeniu Parlamentarnym Rady Europy (2008–2010).
Była zamężna z Owenem (zm. 2012).